# Maria Comnena (filha de Aleixo I)
Maria Comnena (em grego medieval: Μαρία Κομνηνή; romaniz.: María Komnené; 19 de julho de 1085 - depois de 1136) foi a segunda filha do imperador bizantino Aleixo I Comneno. Foi inicialmente prometida a Gregório Gabras, mas acabou se casando com Nicéforo Catacalo.